# ジョン・プラット (裁判官)

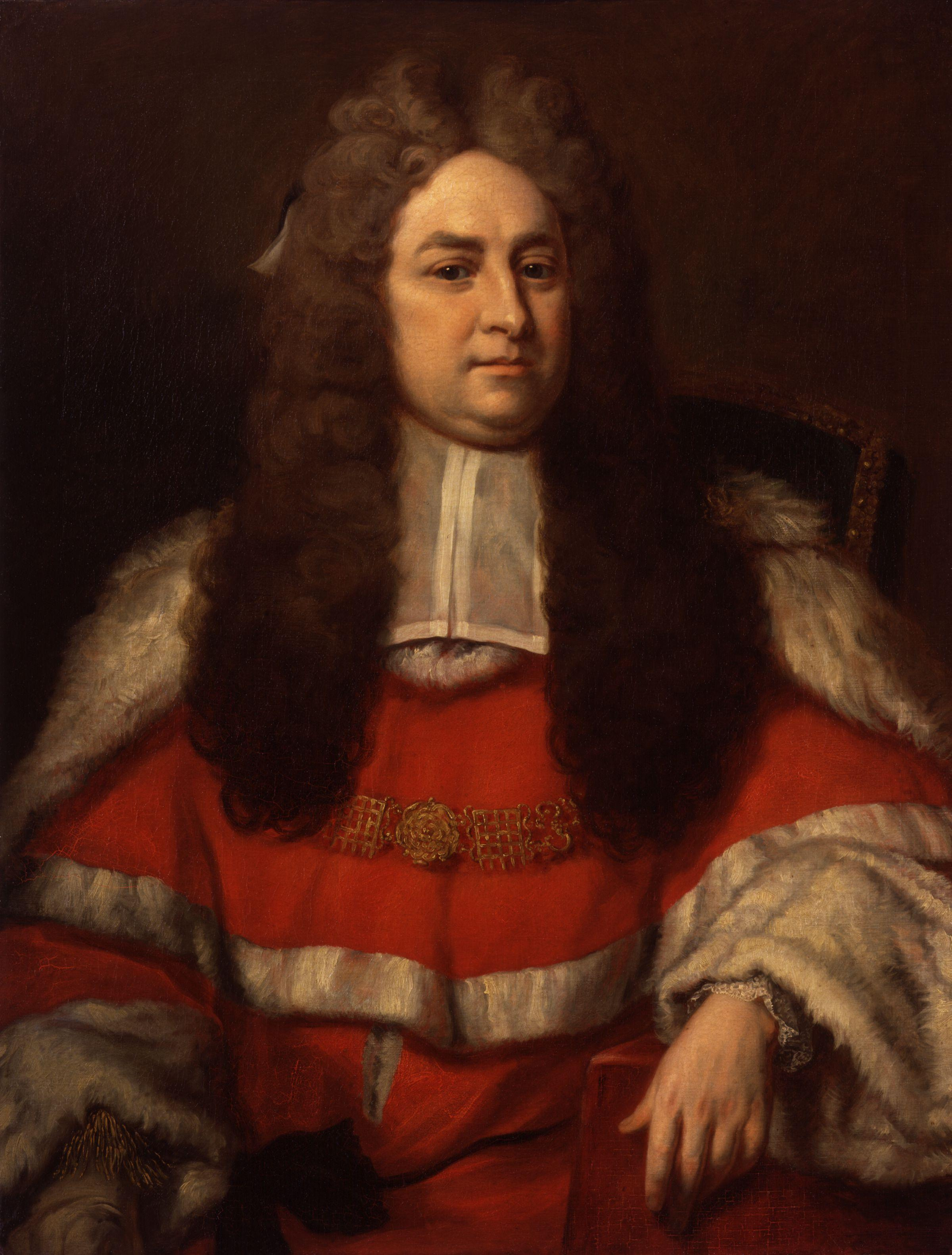
マイケル・ダールによる肖像画

ジョン・プラット（英語: John Pratt PC、1657年 – 1725年2月24日）は、イギリスの法律家、政治家。1718年から1725年まで王座裁判所主席裁判官を務めた。

## 生涯
リチャード・プラット（1629年 – 1692年8月）と1人目の妻エリザベス・スケイ（Elizabeth Skay）の息子として生まれた。1673年3月14日にオックスフォード大学モードリン・ホールに入学、1674年にウォダム・カレッジに移籍、1676年にB.A.の学位を修得した後1678年にフェロー（研究員）に選出され、1679年にM.A.の学位を修得した。法曹院では1675年にインナー・テンプルに入り、1682年に弁護士資格免許を得た後、1700年に高等法廷弁護士とインナー・テンプルの評議員に選出された。
弁護士資格免許を得た後、最初はロンドンに開業したが、後にエクセターに移り、1688年の名誉革命の後ロンドンに戻った。1696年のウィリアム3世暗殺未遂事件では第3代準男爵ジョン・フェンウィックの裁判で国王側の弁護士を担当した。以降もスコットランド貴族代表議員選挙における第2代クイーンズベリー公爵ジェイムズ・ダグラスの投票権をめぐる請願において法律顧問を務めるなど政治関連の案件で活躍したが、ヘンリー・サシェヴェレルの弾劾裁判でサシェヴェレルの弁護団の1人に任命されたときはそれを辞退した。この行動が仇となり、プラットは1710年イギリス総選挙で落選した。
翌1711年の補欠選挙でミッドハースト選挙区から出馬して当選したが、1714年にジョージ1世が即位するまでほとんど発言しなかった。1714年10月11日、騎士爵に叙された。同年に王座裁判所の裁判官に任命され、1718年1月のジョージ1世と王太子ジョージが王室の結婚と王太子の子供の教育をめぐる論争でジョージ1世に有利な裁定を下した結果同年5月に王座裁判所主席裁判官に任命され、10月に枢密顧問官に任命された。在任中は1723年のアタベリー陰謀事件の首謀者クリストファー・レイヤーの大逆罪裁判を担当した。
1725年2月24日に死去、遺産は長男ジョンがほとんどを継承した。

## 家族
1683年11月17日、エリザベス・グレゴリー（Elizabeth Gregory、1705年没、ヘンリー・グレゴリーの娘）と結婚、下記の子女を儲けた。
- ジョン（1685年頃 – 1770年） - 庶民院議員[5]
- グレース - 1707年、ジョン・フォーテスキュー・アランド（英語版）と結婚、子供あり[6]

その後、エリザベス・ウィルソン（Elizabeth Wilson、1728年7月20日没、ヒュー・ウィルソンの娘）と再婚、4男4女を儲けた。
- トマス
- ウィリアム - 南海会社の社員。海上で行方不明に
- チャールズ（1714年 – 1794年） - 初代カムデン伯爵
- ロバート - 軍人、生涯未婚のままドイツで死去
- キャロライン
- ジェーン - 1738年、ニコラス・ハーディング（英語版）と結婚、子供あり
- アンナ・マリア - 第17代デイカー男爵（英語版）トマス・バレット＝レンナードと結婚